# الکساندرا باستدو
الکساندرا باستدو (انگلیسی: Alexandra Bastedo; ۹ مارس ۱۹۴۶ – ۱۲ ژانویهٔ ۲۰۱۴) هنرپیشه اهل بریتانیا بود.
از فیلم‌ها یا برنامه‌های تلویزیونی که وی در آن نقش داشته‌است می‌توان به کازینو رویال اشاره کرد.